# Luis de la Cruz

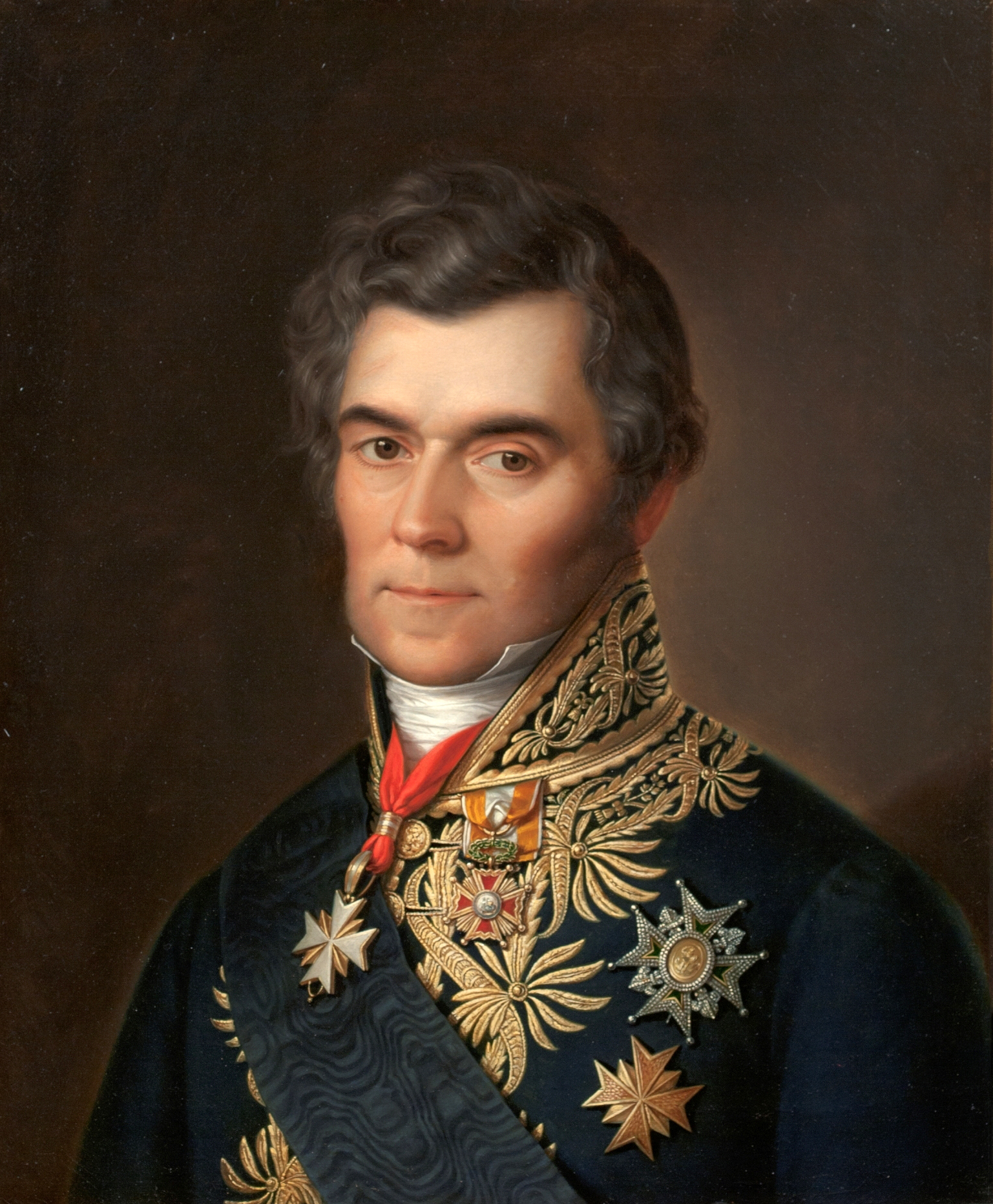
Luis de la Cruz y Ríos, Selbstbildnis, c.1830.

Luis de la Cruz (* 21. Juni 1776 in Puerto de la Cruz, Teneriffa; † 20. Juli 1853 in Antequera; vollständiger Name Luis Gonzaga Paulino de la Cruz y Ríos) war ein spanischer Maler.

## Leben
Luis de la Cruz wurde als Sohn der Juana Nepomuceno Ríos und des Malers und Holzbildhauers Manuel de la Cruz am 21. Juni 1776 in Puerto de la Cruz geboren.
Seine erste künstlerische Ausbildung erhielt Luis de la Cruz bei seinem Vater. Im Jahr 1784 begann er eine dreijährige Lehre bei dem Maler Juan de Miranda. In der Zeit von 1795 bis 1810 betrieb er ein eigenes Atelier in Puerto de la Cruz. Am 14. Januar 1800 wurde Luis de la Cruz zum Leutnant der Provinzialmiliz in der Artilleriekompanie in Puerto de la Cruz ernannt. Zwischen 1801 und 1808 nahm er an verschiedenen Militäreinsätzen auf den Kanarischen Inseln teil.
Im Jahr 1808 wurde er zum Bürgermeister von Puerto de la Cruz gewählt. In den Jahren 1811 bis 1815 betrieb Luis de la Cruz ein Maleratelier in La Laguna.
1813 wurde er Regimentskommandeur des Milizregimentes in Güímar. Wegen seiner Übersiedlung nach Madrid schloss Luis de la Cruz im Jahr 1815 sein Atelier in La Laguna und beendete seine aktive Karriere als Milizoffizier.
Am 25. Januar 1816 wurde er von König Ferdinand VII. zum Hofmaler ernannt. Trotz mehrfacher Anträge bekam er für dieses Amt nie eine Besoldung.
Papst Pius VII. zeichnete Luis de la Cruz im Jahr 1818 mit der Würde eines Ritters vom Goldenen Sporn aus.
Durch das Bekanntwerden seines Anschlusses an eine Verschwörergruppe, der die Politik der Regierung zu liberal war, sah Luis de la Cruz sich im Jahr 1823 gezwungen nach Frankreich ins Exil zu gehen. Noch im gleichen Jahr kam er mit den von König Ferdinand VII. angeforderten französischen Truppen der Heiligen Allianz, den Cien Mil Hijos de San Luis (Hunderttausend Söhne des heiligen Louis) zurück nach Madrid.
Trotz seiner bereits zehnjährigen Abwesenheit von Teneriffa verlieh König Ferdinand VII. ihm 1825 den Rang eines Hauptmanns der Provinzialmiliz der Kanarischen Inseln.
König Karl X. von Frankreich ernannte Luis de la Cruz am 9. Oktober 1825 zum Ritter des Ordens des Heiligen Michael.
Ab Ende des Jahres 1827 übernahm Luis de la Cruz formal – und zeitweise auch tatsächlich – verschiedene besoldete Ämter bei der Zoll- und Hafenverwaltung von Sevilla. Seine etwa sechsjährige Amtszeit in Sevilla wurden immer wieder durch Berufungen nach Madrid unterbrochen, so dass er das Amt keine vier Jahre wirklich versehen hat.
Im Jahr 1833 zeichnete König Ferdinand VII. Luis de la Cruz mit dem Orden Isabellas der Katholischen aus und ernannte ihn zu seinem Ehrensekretär.
Die Ernennung zum Ehrensekretär wurde 1834, nach dem Tod des Königs Ferdinand VII. von der Regentin Doña María Cristina wiederholt.
Im Jahr 1934 trat Luis de la Cruz ein besoldetes Amt bei der Zoll- und Hafenverwaltung von Cádiz an, von dem er sich 1835 beurlauben ließ, um es später nicht wieder auszuüben.
Im Jahr 1838 wurde ihm von der Königin Isabella II. erlaubt sich in Málaga niederzulassen. Im Jahr 1840 wurde ihm eine Pension von 8.000 Reales gewährt.
Eine geplante Rückkehr nach Puerto de la Cruz, um dort einen für ihn an der Academia de San Miguel eingerichteten Lehrstuhl anzunehmen, wurde durch seinen Tod am 20. Juli 1853 in Antequera verhindert.

## Werke

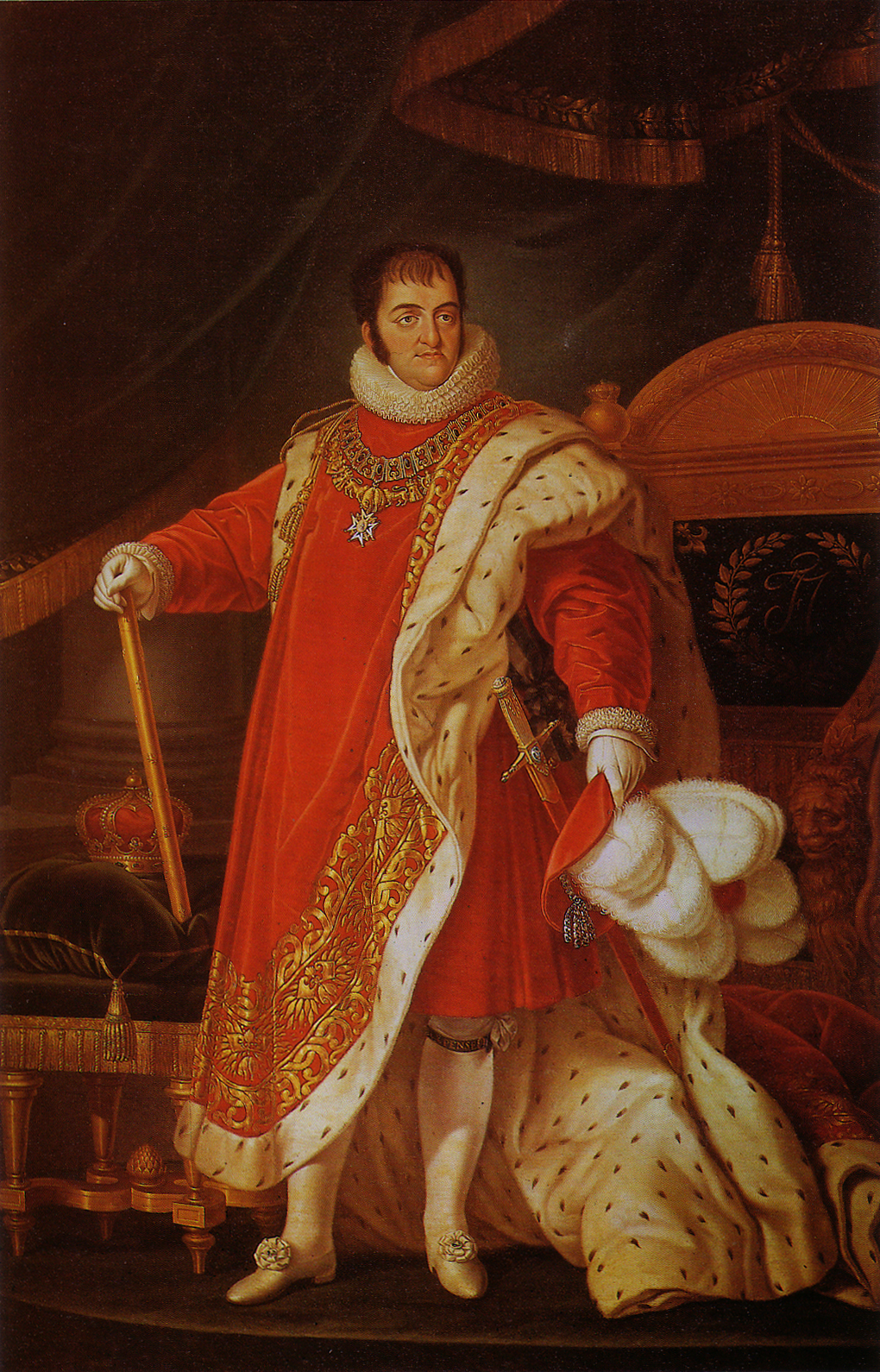
Ferdinand VII., Gemälde von Luis de la Cruz

Von Luis de la Cruz sind nur wenige religiöse Bilder – aus seiner Zeit auf den Kanarischen Inseln – erhalten. Von Bedeutung sind vier Gemälde im Altar del Cristo del Gran Poder in der Kirche Nuestra Señora de la Peña de Francia in Puerto de la Cruz.
Das künstlerische Werk des Luis de la Cruz besteht nahezu ausschließlich aus Porträts, als Ölgemälde in repräsentativen Größen und als Miniaturen zur Einbettung in Schmuckstücke. Die bis zu seinem Umzug auf das Festland 1815 dargestellten Personen entstammen der Aristokratie, dem Klerus und der reichen Kaufmannschaft Teneriffas. In der Zeit nach 1815 porträtierte Luis de la Cruz in erster Linie die Königliche Familie (von Ferdinand VII. sind elf Porträts erhalten) und wenige andere Personen des Hofes.
Von einigen Gemälden wurden noch zu Lebzeiten von Luis de la Cruz Stiche angefertigt.